# Арман Пашикян
Арман Пашикян е арменски шахматист, гросмайстор. През 2006 г. става съшампион на Армения с Арташес Минасян. През 2002 г. е един от тримата арменски шахматисти, участвали в Първото черноморско отборно първенство до 18 г., проведено в Гиресун, Турция. В „Б“ турнира на световното индивидуално първенство до 16 години в Ираклион (Гърция), заема 5-8 място с резултат 7,5/11. През 2003 г. заема 2 м. на „Chess Academy Tournament“ в Ереван, оставяйки зад себе си гросмайсторката при жените Лилит Мкртчян и Завен Андриасян. През 2006 г. заема 2 м. зад Никита Витюгов на турнира „Син Севан“, арменски турнир от девета категория. През 2007 г. заема 4-5 м. на международния турнир от 12-а категория „Езеро Севан“. Същата година поделя второто място на „Мемориал Н. Аратовски“ в гр. Саратов, с постигнати 6,5/9 т. През 2008 г. печели турнира в Гюмри (Армения) с резултат 9/11 т. Същата година спечелва международния турнир „Езеро Севан“ в Мартуни.